# Enispa
Enispa (en grec antic Ἐνίσπη) era una antiga ciutat d'Arcàdia que Homer esmenta al «Catàleg de les naus» com una de les ciutats que van participar en la guerra de Troia en un contingent comandat pel rei Agapènor. La qualifica de «ventosa», pels vents forts que hi havia.
No es coneix la seva situació exacta. Pausànias diu que no era correcta la localització que la col·locava en una illa del riu Ladó, perquè aquest riu no tenia illes prou grans per situar-hi una ciutat.